# NGC 3059
NGC 3059是一个位于船底座的棒旋星系，1835年2月22日由約翰·赫歇爾发现。